# Strada statale 721 dell'Aeroporto Tito Minniti
La strada statale 721 dell'Aeroporto Tito Minniti (SS 721), già nuova strada ANAS 316 dell'Aeroporto Tito Minniti (NSA 316), è una strada statale italiana che permette il raggiungimento dell'aeroporto di Reggio Calabria.

## Percorso
L'arteria ha inizio all'altezza dello svincolo "Aeroporto dello Stretto" della strada statale 106 Jonica e, dopo un percorso lungo 1,500 km circa, termina nel piazzale antistante l'entrata dello scalo.
La strada è stata aperta al traffico il 19 novembre 2007 con la provvisoria classificazione di nuova strada ANAS 316 dell'Aeroporto Tito Minniti (NSA 316). La classificazione attuale è avvenuta infine nel 2012 col seguente itinerario: "Innesto con la ex S.S.n. 106 Ter presso lo svincolo Malderiti - Aeroporto Tito Minniti".